# Ludovic Moncheur

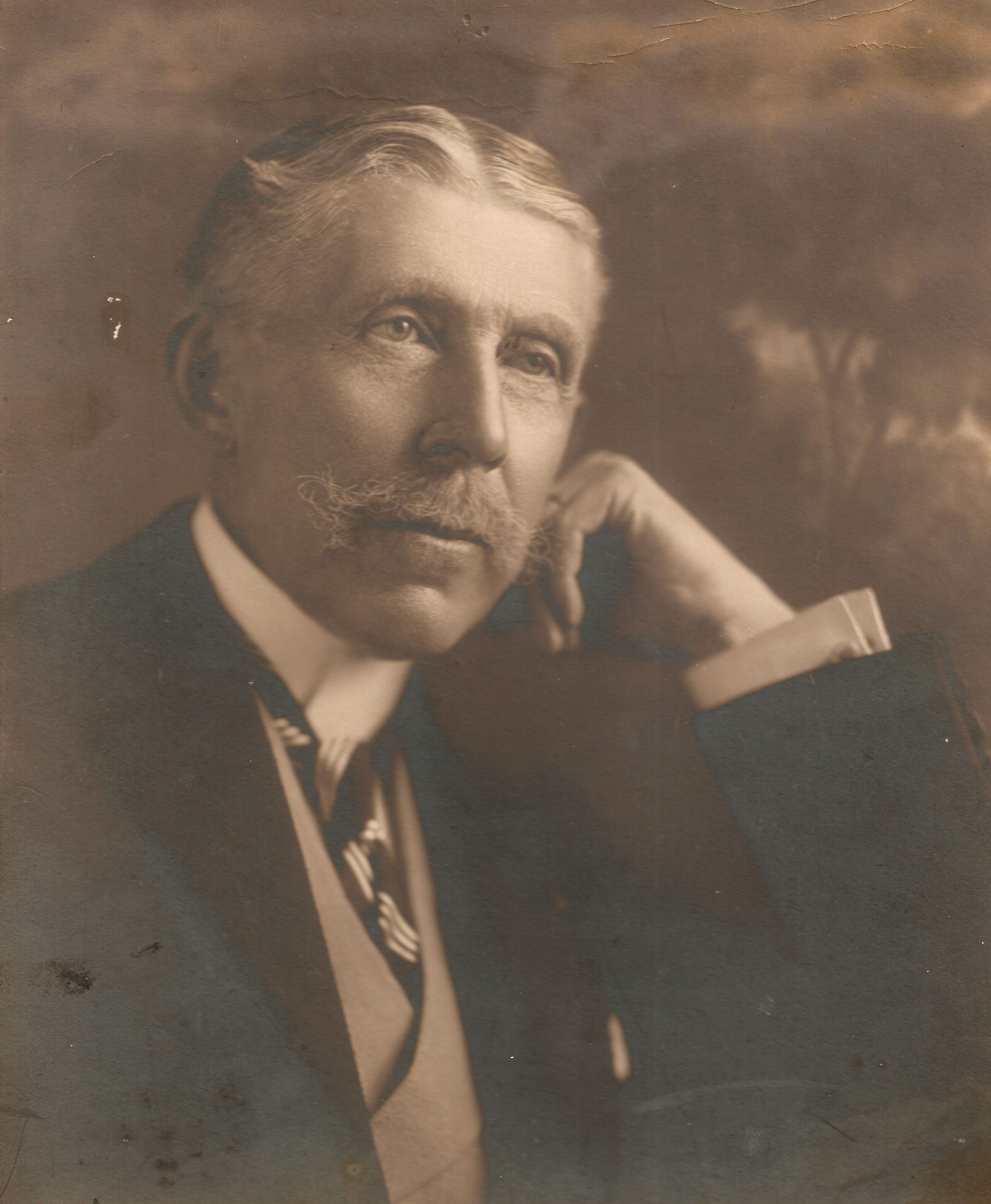
Ludovic Moncheur

Ludovic Alfred Joseph Ghislain Moncheur (* 12. Mai 1857 in Brüssel; † 25. Juni 1940 ebenda) war ein belgischer Diplomat.

## Leben
Sein Vater, François Moncheur, war im Kabinett Malou I von 1871 bis 1873 Minister für öffentliche Arbeiten und erhielt einen erblichen Adelstitel. Baron Ludovic Moncheur wurde an der Katholischen Universität Löwen zum Doktor der Rechtswissenschaften promoviert und trat am 1. Dezember 1882 in den auswärtigen Dienst ein. Am 29. Mai 1883 wurde er in Den Haag, am 27. Januar 1885 in Madrid, am 30. Juni 1886 in Wien, am 23. Januar 1887 in Berlin, am 12. Februar 1888 in Lissabon und 10. Februar 1890 in Rom akkreditiert.
Mit Kriegseintritt des Osmanischen Reichs in den Ersten Weltkrieg wurden die Vereinigten Staaten von Amerika Schutzmacht für die belgischen Staatsbürger im Osmanischen Reich.